# Lauchringen
Lauchringen (în alemanică Lauchringe) este o comună din landul Baden-Württemberg, Germania.

## Istorie
Pentru o bună parte a istoriei sale, comuna a fost divizata între landgrafiatul de Stühlingen și cel de Landgrafiatul de Klettgau. În timpul războaielor napoleoniene, cele două landgrafiate au fost absorbite de Marele Ducat de Baden.
1. ↑  Alle politisch selbständigen Gemeinden mit ausgewählten Merkmalen am 31.12.2018 (4. Quartal) (în germană), Statistisches Bundesamt[*], arhivat din original la 10 martie 2019, accesat în 10 martie 2019